# 老爷山森林公园
老爷山森林公园位于中国河北省沙河市西部山区的蝉房乡境内。最高峰老爷山海拔1437米。公园东起蝉房乡大欠村，西至蝉房乡南沟村，与武安市接壤，北部邻近不老青山。